# 馬努·加西亞
曼努埃尔·“馬努”·加西亞·阿隆索（西班牙語：Manuel 'Manu' García Alonso；1998年1月2日—），是一名西班牙足球運動員，司職攻擊中場，現效力於希臘足球超級聯賽球隊阿里斯。

## 榮譽
曼城
- 英格蘭聯賽盃冠军：2015–16

## 外部連結
- 马努·加西亚在曼城官网中的档案（页面存档备份，存于）
- 馬努·加西亞在BDFutbol中的档案
- 馬努·加西亞－UEFA國際賽競賽紀錄
- 足球数据库：馬努·加西亞的球员统计数据
- Soccerway資料庫：馬努·加西亞